# Jan Morks (dirigent-componist)
Johannes (Jan) Morks (Dordrecht, 6 oktober 1865 - Middelburg, 7 februari 1926) was een Nederlands componist, muziekpedagoog, dirigent, organist, beiaardier en klarinettist. Hij kreeg vooral bekendheid als dirigent en componist van de melodie van het Zeeuws volkslied op een tekst van Daniël Adrianus Poldermans.

## Levensloop
Hij was zoon van goudsmid Jacob Morks (Johanniszoon) wen Maria Catharina Groenenberg.
Morks was al op negenjarige leeftijd (15 januari 1875) lid van het stedelijk schutterskorps in zijn geboorteplaats Dordrecht. Hij studeerde aan de muziekschool van Toonkunst in Rotterdam bij Theodoor Verhey (harmonieleer en contrapunt), Jan van 't Kruys (orgel), Ferdinand Blumentritt (instrumentatie), Johann Heinrich Völlmar (klarinet), Antoon Bouman (piano) . In 1889 werd hij muziekleraar en organist in Dordrecht.
In 1891 werd Morks dirigent van het schutterskorps van Middelburg. Dit schutterskorps was in 1815 opgericht en genoot een grote populariteit onder de bevolking. Door de bezielende leiding van Jan Morks beleefde het muziekkorps een glorietijd. Zelfs toen in 1907 de dienstdoende schutterij werd opgeheven, zorgden de Middelburgers ervoor dat het muziekkorps kon blijven voortbestaan door de oprichting van de vereniging "Het Middelburgsch Muziekkorps". Jan Morks bleef directeur van het korps.
Met het Middelburgs Muziekkorps verwierf Morks faam in binnen- en buitenland. Het korps verzorgde 's zomers drukbezochte concerten op het Abdijplein, het Schuttershof, het Noordbolwerk en in de muziektent op het Molenwater. Ook officiële gelegenheden werden door het korps opgeluisterd. Daarnaast was Morks stadsbeiaardier. Hij zorgde dat twee keer per jaar de melodieën van het carillon werden vernieuwd en bespeelde elke donderdag een uur lang de klokken van de Abdijtoren. In 1892 trouwde hij in Dordrecht met Maria Hendrika Joosten.

## Muziek
Morks was tevens componist; hij schreef talloze werken, vooral voor harmonieorkest met rond de 80 werken, waaronder 34 marsen. Tevens componeerde hij stukken voor kinderen, vooral ten behoeve van massale optredens met kinderen bij speciale gelegenheden. Bekend werden zijn Kleppermars (Marcia Castagnole) en de Zeeuwse Reien, een muziekuitvoering met dans, die in binnen- en buitenland werden opgevoerd. Van plaatselijk belang is dat hij de melodie schreef voor het Zeeuws volkslied. In 1907 werd Morks onderscheiden tot Ridder in der Orde van Oranje-Nassau.
In 1925 was Morks wegens een verslechterd gezichtsvermogen gedwongen ontslag te nemen. Hij overleed op 61-jarige leeftijd op 7 februari 1926. Na zijn overlijden zorgde een comité voor de oprichting van een borstbeeld, vervaardigd door beeldhouwer August Falise, dat op dinsdag 20 augustus 1929 op zijn geliefde Molenwater werd onthuld.

## Composities

### Werken voor orkest
- 1904 Romance, voor cello en orkest (of orgel, of harmonium), op. 160
- 1914 Ballade (conte d'un vétéran), voor orkest, op. 227
- 1922 Réveil du printemps, voor 2 fluiten, hobo, 2 klarinetten, 2 fagotten, trompet, 2 hoorns, trombone, klokkenspel, 2 slagwerkers, 14 strijkers
  1. Gavotte - impromptu
  2. Scène des marionettes
  3. Humoresque
- 1e suite des miniatures, voor orkest
  1. Canzonetta
  2. Scherzo
  3. Alla mazurka
  4. Andante
  5. Barcarolle
  6. Humoreske
  7. Marcia seria
- 2e suite des miniatures - Deuxième suite des miniatures, voor orkest
  1. Introduction et mazurka
  2. Petite marche
  3. Serenade
  4. Valse caprice
  5. Danse espagnole
  6. Tarentella
- 4ème suite des miniatures, voor orkest, op. 263
  1. Praeludium
  2. Berceuse
  3. Ballade
  4. Menuettes
  5. Valse-intermezzo
  6. Alla mazurka
- Concert-ouverture over het koraal "Sollt' ich meinem Gott nicht singen", voor groot orkest en orgel, op. 104
- Fête des marionettes, voor orkest
- Omnia vincit labor! (Arbeid overwint alles), marcia, op. 276
- Rondino, voor orkest, op. 229 nr. 3
- Suite, voor orkest, op. 169
- Suite, voor orkest, op. 185

### Werken voor harmonie- of fanfareorkest
- 1882 Koningin Emma - marsch militaire nr. 1, voor harmonieorkest, op. 1
- 1883 Wilhelmina Polka, voor harmonieorkest, op. 2
- 1883 Herinnering aan 5 april 1883, mars, op. 3
- 1884 Constance-polka, voor fanfareorkest, op. 5
- 1884 Souvenir 9 mai 1884, marsch
- 1890 Aan mijn vrienden - marche militaire nr. 6
- 1890 Feestmarsch, uitgevoerd 21 oktober 1890 bij de feestelijke opening van het nieuwe concert-gebouw Kunstmin, Dordrecht, op. 20
- 1890 Prinses Wilhelmina - marsch militaire nr. 9, voor harmonieorkest, op. 23
- 1890 Gavotte, voor harmonieorkest, op. 29
- 1890 Salut militaire (10e militaire marsch), mars, op. 31 - Opgedragen aan H.A. Bremekamp
- 1891 Grande fantaisie originale pour musique militaire, op. 33
- 1891 Militaire marsch nr. 11, op. 34
- 1891 Vrijheid, voor harmonieorkest, op. 35
- 1891 Henriëtte et Jeanne, grande valse de concert, op. 36
- 1891 Militaire marsch nr. 12, op. 37
- 1892 Groote fantaisie over beroemde thema's uit composities van Gioacchino Rossini, Franz Liszt, Robert Schumann, Felix Mendelssohn Bartholdy, Ludwig van Beethoven, Johannes Verhulst, Franz von Suppé, Johannes Brahms, op. 48
- 1893 Medioburgum - 13e militaire marsch, op. 51
- 1893 14e Militaire marsch, op. 54
- 1894 Militaire marsch nr. 15, op. 57
- 1895 Militaire marsch nr. 16, op. 64
- 1895 Militaire marsch nr. 17, op. 73
- 1898 Festival-marsch, op. 98 - gecomponeerd voor het op 1 september 1898 te houden festival te Middelburg
- 1899 La romanesca - fin du XV siècle, voor harmonieorkest
- 1901 Ouvertüre über den Choral "Sollte ich meinem Gott nicht singen", voor harmonieorkest, op. 104
- 1902 Scaldis-marsch nr. 27, op. 152
- 1904 Marcia Sinfonico, op. 161 - Opgedragen aan de Vereeniging "Uit het volk, voor het volk" te Middelburg
- 1905 Marcia Castagnole "Kleppermars", op. 170
- 1905 Pro patria - feestmarsch (30e militaire marsch), op. 176
- 1907 Marche des petits tamboers (trommelmarsch), op. 187 - Opgedragen aan W.A. Graaf van Lynden
- 1909 Viva Zeelandia!, feestmarsch, op. 198 - Aan de Vereeniging tot bevordering van het Vreemdelingenverkeer in Walcheren te Middelburg
- 1910 Trompetinen-marsch, op. 202
- 1912 Nos jungit pharmacia, feest-marsch, op. 215
- 1912 Zeeuwse Reien, danssuite (is identiek met Feest-reien, op. 223)
  1. Bogenrei (Vosgenrei) op. 220
  2. Springrei, op. 221
  3. Provinciale rei (Zeeuwsche boerendans), op. 222
  4. Vlaggenrei, op. 223
- 1912 In dulci jubilo - marche militaire nr. 35 - "Feestmarsch 1813-1913", op. 225
- 1913 Conte d'un vétéran - ballade, voor harmonieorkest, op. 227
- 1914 Aan "Vak en Kunst", feestmarsch
- 1914 Romance, voor tuba solo en harmonieorkest
- 1915 Holland-België marsch, voor harmonie- of fanfareorkest, op. 230 - Aan de 'Club des Alliées', Middelburg
- 1915 Scènes enfantines - petite suite, voor harmonieorkest, op. 235
  1. Marche des écoliers
  2. Moment sérieux
  3. Menuet
  4. Valse lente
  5. Gavottina
  6. Dans le théâtre des marionettes
- 1917 Hou en trouw, marsch en marschlied voor harmonieorkest, op. 242
- 1924 Wijsheid, kracht, schoonheid, voor eufonium solo en harmonieorkest
- 1924 De Zeeuwen aan Oranje, voor gemengd koor en harmonie- of fanfareorkest - tekst: Daniël Adrianus Poldermans (1877-1939)
- 1e Suite des Miniatures
- Concert-Polka (Polka de concert), voor 2 kornetten en harmonieorkest, op. 8
- De Middelburgsche padvinders "De padvinders komen!" (Les éclaireurs arrivent!) marsch, op. 256
- De schoone vlag - Vlaamsche jubel-marsch, voor (samenzang en) harmonieorkest, op. 240 - tekst: Johan De Maegt
- Dordrechtsche schutterij marsch - Militaire marsch nr. 8, voor fanfareorkest, op. 17
- Gebed van Paul Kruger, op. 140
- Generaal Snijders - militaire marsch nr. 36, op. 231
- Marche militaire no. 5, voor fanfareorkest, op. 9
- Marsch op motieven uit "Les dragons de Villars", opera van Louis-Aimé Maillart, op. 148
- Marsch "Rozenhof" - Marsch militaire nr. 7, op. 14
- Marzurka in a mineur, op. 24
- Morceaux fantastique, voor harmonieorkest, op. 179
  1. Gavotte-Impromptu
  2. Ballade
  3. Mazurka
- Rica wals, voor fanfareorkest
- Triomfmarsch en vredeshymne - Victoire : marche trimphale et chant de paix, voor harmonieorkest, op. 257 (Koraal op de wijze van Gezang 177)
- Valse caprice
- Vrede-rust-marsch, voor fanfareorkest, op. 187

### Vocale muziek

#### Cantates
- Welkom, cantatine (kleine cantate) voor kinderkoor en harmonieorkest, op. 189 - tekst: W.H. Hasselbach

#### Werken voor koor
- 1904 Leven is strijden, voor mannenkoor uit op. 8 - tekst: J. Helder
- De Zeeuwen en Oranje, voor gemengd koor - tekst: Daniël Adrianus Poldermans
- Gebed van Paul Kruger, voor gemengd koor
- Juliana Cantantine, voor kinderkoor
- Lenteleven, voor gemengd koor a capella, op. 166 - ook in een versie voor zangstem en orgel (of piano) - tekst: Dr. Lutzen Harmens Wagenaar (1855-1910)
- Mijn taal, voor kinderkoor (of 2 zangstemmen) - tekst: Gijsbertus Wilhelmus Lovendaal
- Naar de duinen, voor kinderkoor (of 2 zangstemmen) - tekst: Jacoba Frederika Daniëlla Mossel (1859-1935)
- Ontwaakt, voor vierstemmig mannenkoor, op. 128 - tekst: J. D. Wetsels
- Vacantie, voor kinderkoor (of 2 zangstemmen) - tekst: Gijsbertus Wilhelmus Lovendaal
- Vrijheid, voor mannenkoor
- Zeeuwsch volkslied, voor mannenkoor - tekst: Daniël Adrianus Poldermans - Opgedragen aan H.J. Dijckmeester, commissaris der Koningin in Zeeland

#### Liederen
- 1890 Wiegelied, voor zangstem en piano, op. 32 - tekst: Willem Steiner
- 1890 Op het kerkhof, voor eene zangstem met orgel (of harmonium of pianobegeleiding), op. 136 - tekst: Allard Pierson
- 1891 Vrijheid, lied voor zangstem met pianobegeleiding, op. 35 - tekst: Willem Steiner
- 1895 Meizang, voor zangstem en piano - tekst: W.H. Hasselbach
- 1900 Mooi Zeeland, zes Zeeuwsche liederen in volkstoon voor zangstem(men) en piano - tekst: Daniël Adrianus Poldermans
  1. Het Arnemuidsche voetpad
  2. Één Zeeland
  3. De kleine Westkappelaars
  4. Mooi Zeeland
  5. De 'Lange Jan'
  6. Des meermans wraak
- 1915 Feest-reien, voor zangstem en piano, op. 223 (Opgedragen aan W.J. Gravin van Lynden geb. de Bruijn) - tekst: C.J. Mazure
- 1920 Zeeuwsch volkslied, voor zangstem(men) en piano, orgel of harmonium - tekst: Daniël Adrianus Poldermans
- 1922 Recht door zee, voor zangstem en piano - tekst: Jan Pieter Heije
- 1922 Vacantie, voor zangstem en piano - tekst: Gijsbertus Wilhelmus Lovendaal
- 1923 Koolzaad, voor twee zangstemmen en piano, op. 286 - tekst: René de Clercq
- Aan de loge "L'inséparable" Bergen-op-Zoom, voor bas (of bariton) en piano, op. 255 - tekst: J.C. van der Horst
- Der waarheid bloem ging open, voor bariton en orgel
- Doe wel, voor zangstem met orgel-, harmonium- of klavierbegeleiding - tekst: Willem Steiner
- Drie ernstige liederen, voor zangstem en orgel (of harmonium, of piano) - tekst: Allard Pierson
  1. s' Levensdoel, op. 156
  2. Sluit vaak ineen de handen, op. 134
  3. Op het kerkhof = Auf dem Kirchhof, op. 136
- Een Vlaamsch liedeken van vazen, voor zangstem en piano, op. 246 - tekst: Johan De Maegt
- Excelsior, voor bas en piano, op. 178
- Frühlingslied, voor zangstem en piano - tekst: Manita
- Gebed van Paul Krüger, voor zangstem en orgel, op. 140 - tekst: J. D. Wetsels - Opgedragen aan Hidde Nijland t.b.v. de Zuid-Afrikaanse Boeren
- Gegroet gij lieflijk stralend licht, voor bas (of bariton) en orgel, op. 186
- Goe morgen, voor zangstem en piano - tekst: J.P. Heije
- Gondellied, voor bariton en piano, op. 38 - tekst: J. D. Wetsels
- Hou en trouw, marsch en marschlied voor zangstem en piano - tekst: Johan De Maegt - Opgedragen aan koning Albert I van België
- In de mei, voor twee zangstemmen en piano - tekst: Jan Lighthart
- Licht, voor zangstem en orgel - tekst: J. D. Wetsels
- O, wie liebe ich dich, voor zangstem en piano, op. 96 - tekst: Benno Kähler
- Op schaatsen, voor zangstem en piano, op. 52 - tekst: Willem Steiner
- Soldatenliebe, voor zangstem en piano, op. 95 - tekst: Ludwig Diehl - Opgedragen aan Amanda Stokvis-Eberle
- Twee liederen, maçonnieke liederen voor zangstem (alt of bariton) met orgel- of pianobegeleiding
  1. Ken U zelf, op. 83
  2. Wijsheid, kracht, schoonheid, op. 84
- Twee Vlaamsche liederen, voor zangstem en piano - tekst: Johan De Maegt
  1. Het klokje van Douw-Douw!
  2. Een Vlaamsch liedeken van varen
- Vijf liederen, voor zangstem en orgel
- Vijf Maçonnieke liederen, voor zangstem (alt of bariton) en viool (ad libitum) met orgel- of pianobegeleiding - tekst: L. Baart, J. D. Wetsels
  1. Licht
  2. Niet bevreesd
  3. Plichtsbetrachting
  4. Goeden nacht
  5. Arbeid

### Kamermuziek
- 1910 Trompetinen-marsch, voor trompet en piano, op. 202
- Arbeid, voor viool en piano, op. 102
- La ronde de nuit - intermezzo uit de 2e suite, voor 4 klarinetten, 2 fagotten, 2 trompetten, trombone, 5 tuba's

### Werken voor orgel
- Praeludium in G majeur

### Werken voor piano
- 1885 Militaire march nr.3; Wilhelmina-polka; Militaire marsch nr.4
- 1890 Valse caprice, op. 16
- 1900 Feestmarsch, op. 20
- 1902 Scaldis marsch 1888-1903, op. 152
- 1912 In dulci jubilo "feestmarsch 1813-1913", op. 225
- 1915 Holland-België, marsch
- 3 gemakkelijke toonstukken, op. 229
  1. Valse-intermezzo
  2. Menuetto
  3. Rondino
- 12 gemakkelijke stukken, op. 135
- Barcarolle, op. 38
- Dix miniatures, voor piano, op. 80
  1. Humoreske
  2. Mazurka
  3. Marcia
  4. Serenata
  5. Valse
  6. Tarantella
  7. Gavotte
  8. Bolero
  9. Canzonetta
  10. Danse des matelots
- Mazurka in a mineur, op. 24
- Omnia vincit labor (arbeid overwint alles), marcia, op. 276
- Schermdans, voor piano

### Werken voor harmonium
- Harmonium album
  1. Preludium
  2. Andante cantabile
  3. Ballade
  4. Marcia seria

### Werken voor beiaard
- 1897-1923 Muziek Abdijtoren, bevat bewerkingen van klassieke en minder klassieke werken, voor het hele en halve uur en voor de kwartieren

### Pedagogische werken
- ca. 1910 Dagelijksche oefeningen, voor klarinet